# Idiogaryops pumilus
Idiogaryops pumilus es una especie de arácnido del orden Pseudoscorpionida de la familia Sternophoridae.

## Distribución geográfica
Se encuentra en Florida (Estados Unidos).